# أكاديمية دبي الأمريكية
أكاديمية دبي الأمريكية هي أكاديمية أميركية دولية تقع في دبي في دولة الإمارات.
تأسست الأكاديمية عام 1997وهي المدرسة الأميركية الوحيدة التي تحصل على تقييم متميز طوال 11 سنة متتالية من قبل هيئة المعرفة والتنمية البشرية.

يضم الحرم الجامعي الذي تبلغ مساحته 70 ألف متر مربع أماكن مخصصة كاملاً لألعاب القوى وفنون الأداء ، مع مسبح أولمبي بطول 50 مترًا ومضمار جري 400 متر وصالة ألعاب رياضية كبيرة وملاعب مظللة ومسارح واستوديوهات مخصصة للموسيقى والفنون لجميع المستويات الدراسية.
تتبع الأكاديمية  المنهاج الأمريكي من مرحلة الروضة 1 إلى الصف 10، وبرنامج الدبلوما في البكالوريا الدولية في الصفين 11 و 12.
وهي جزء من مجموعة جيمس للتعليم كماتشتهر  أكاديمية جيمس دبي الأمريكية بتعدد ثقافات المعلمين والطلاب ،واستخدام تقنيات التعليم الذاتي في المناهج الدراسية.